# Doui Thabet
Doui Thabet (em árabe: دوى ثابت) é uma comuna localizada na província de Saïda, Argélia. De acordo com o censo de 2008, a população total da cidade era de 5 158 habitantes.